# Okres Sabinov
Sabinov is een district (Slowaaks: Okres) in de Slowaakse regio Prešov. De hoofdstad is Sabinov. Het district bestaat uit 2 steden (Slowaaks: Mesto) en 89 gemeenten (Slowaaks: Obec).

## Steden
- Lipany
- Sabinov

## Lijst van gemeenten
| - Bajerovce - Bodovce - Brezovica - Brezovička - Červená Voda - Červenica pri Sabinove - Daletice - Drienica - Dubovica - Ďačov - Hanigovce - Hubošovce - Jakovany - Jakubova Voľa | - Jakubovany - Jarovnice - Kamenica - Krásna Lúka - Krivany - Lúčka - Ľutina - Milpoš - Nižný Slavkov - Olejníkov - Oľšov - Ostrovany - Pečovská Nová Ves - Poloma | - Ratvaj - Ražňany - Renčišov - Rožkovany - Šarišské Dravce - Šarišské Michaľany - Šarišské Sokolovce - Tichý Potok - Torysa - Uzovce - Uzovské Pekľany - Uzovský Šalgov - Vysoká |

Okres Bardejov · Okres Humenné · Okres Kežmarok · Okres Levoča · Okres Medzilaborce · Okres Poprad · Okres Prešov · Okres Sabinov · Okres Snina · Okres Stará Ľubovňa · Okres Stropkov · Okres Svidník · Okres Vranov nad Topľou